# 越南航空
越南航空（越南语：／），中文簡稱越航，是越南的國家航空公司，在1956年以「越南民用航空局」之名成立，在1989年4月成為國有企業。越南航空總部設在河內市龍編郡，樞紐機場為內排國際機場和新山一國際機場，提供17個國家共52個航點。
從成立到1990年代初，越南航空只是航空業界一間寂寂無名的公司，其發展受到國家政治因素和社會經濟阻礙。美越關係正常化後，越航能夠擴充其網絡，改善產品和服務，並使機隊現代化。1996年，越南政府以航空公司為中心，把20多間公司合而為一組成越南航空總公司。2010年，越南航空重組成有限公司，並更名為越南航空有限公司，管理層由七人組成，全由越南總理任命。
客運是越南航空的核心業務，航空公司對國家經濟發展有著不可或缺的角色。越航全資擁有越南服務航空、太平洋航空98％的股權及柬埔寨吳哥航空的49%股權，旗下一些附屬公司也經營航膳、飛機維修及檢修業務，包括越南航空工程技術公司和越南航空膳食股份公司。越航亦有經營飛機租賃業務和機場地勤，並期望將來發展飛機零件生產業務。公司旗下亦設有貨運部門，負責貨運業務。
2010年6月，越南航空成為天合聯盟的一員，是天合聯盟首間東南亞成員航空公司。越航預期在2015年前完成重組及部份私有化，以改善及提高服務效率並提高競爭力。這會有助越航的長期發展計劃，包括改善產品及服務，以及擴充機隊及飛行網絡，以達到在2020年成為東南亞第二大全服務航空公司的目標。

## 歷史

### 成立之初

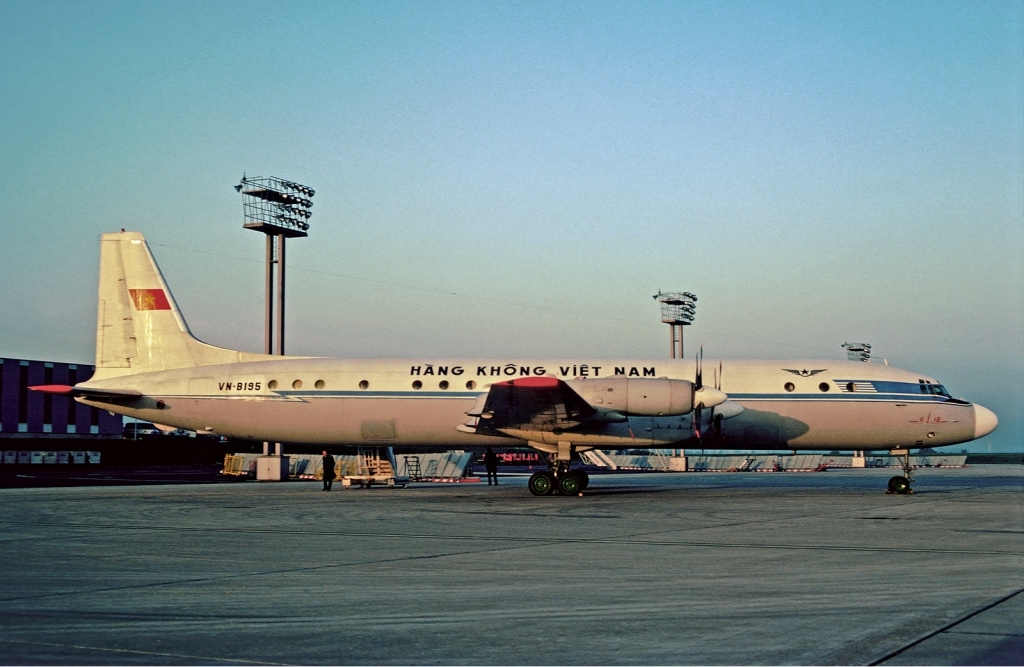
越南民用航空局的伊爾-18于巴黎-奥利机场（1977年）

越南航空的歷史可追溯至1956年1月，當時北越政府把嘉林機場國有化後，按政府頒佈的666/TTg政府決議成立了「越南民用航空局」，為越南航空的前身。越航起初為越南空軍的一部份，在蘇聯和中國的支援下負責民航業務。受到美國貿易禁運限制，越航無法購買或租賃任何美國飛機，因此成立時機隊由兩架里蘇諾夫Li-2組成，後來被兩架伊尔-14和三架Aero Ae-45取代。
受到越戰（1954－1975年）影響，越航在此期間的發展受到很大的阻滯。戰後越航開通了北京航線，為其首條國際航線，1976年又增闢了永珍航線。越航在該年又稱為 「越南民用航空總局」，並開始全面運作。1976年越航載客量約21,000人（三分一為國際航線），載貨量為3,000噸。1978年增設了新的重要航點─曼谷，在1980年代未至1990年代初亦開拓了香港、吉隆坡、馬尼拉和新加坡航線。

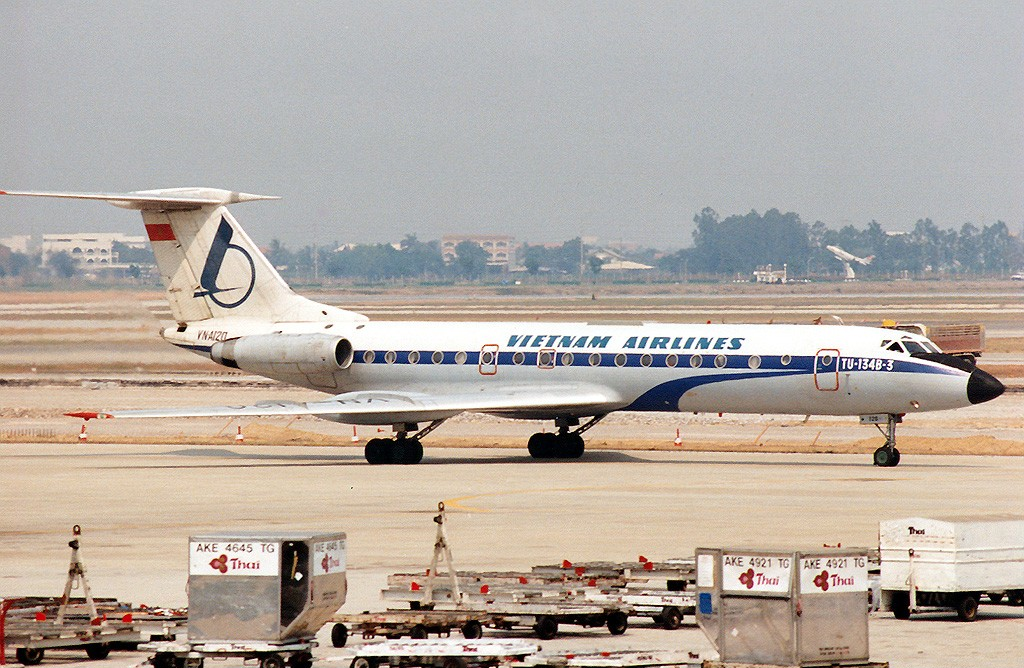
1992年停泊在廊曼國際機場的越南航空圖-134客機

1990年，越南航空商討關於購買西方國家飛機的可能性，可是由於空中巴士A310採用美國發動機，使越航不得不取消兩架訂單。1991年7月，越航與荷蘭泛航航空達成租賃協議，越航將向泛航濕租塗上越航塗裝的波音737-300。可是在美國國務院的壓力下，迫使泛航航空取消該協議並收回飛機。交易失敗後，越南航空改與巴塞爾泛歐航空商討一項類似但較複雜的協議，而後者則積極和美國當局斡旋，最終得到美方答應，條件是波音737必須停泊在越南境外且不能有任何越南航空商標:26。1991年12月，由於越航的圖-134不符啟德機場的噪音限制，於是與國泰航空聯營越南─香港航線。
1992年10月，波音737與空中巴士A310同時加入越航機隊:26。不久越航的A310發動機故障，航空公司與保加利亞的Jes航空在哪方負責維修的問題上出現糾紛，結果越航改從通用美國運輸公司租借另一架A310取代該飛機，但機員仍然屬於Jes航空:26–27。越航與聯合技術公司亦發生類似紛爭，這使其改為引入波音飛機。因此越南航空從安捷全球航空服務租賃了一架波音767-200ER，在1993年1月交付；翌年亦接收了汶萊皇家航空的波音767-300ER。越航亦與法國航空達成兩年濕租協議，在1993年10月接收了首架空中巴士A320-200。此時越南航空開始與法航商討展開合作關係，法航除了同意除了租賃飛機給越航外，亦提供機組人員訓練和升級在越航胡志明市的維修廠:31。得到西方國家的新飛機後，越南航空的國際航點亦有所增加，新增了巴黎、東京、漢城（今首爾）、台北、悉尼和墨爾本航線，1993年的載客量亦達到106萬人次，其中41.8萬人為國際航班上。

### 新企業：1993－2006年
越航在1989年進行重組，並在1993年正式成為國家航空公司。重組內容包括越航從民用航空局獨立出來成為國有企業:30，此舉與1987年中国民航分拆出數家航空公司的做法相似。雖然從民航局獨立出來，但在1993－1996年期間越航亦被稱為「越南民航」。
美國總統比爾·克林頓在1994年2月解除對越南實施的禁運令，越南航空因此能夠購買歐美國家的飛機:26。同年4月，越南航空宣佈會逐漸淘汰低效的蘇製客機。至1995年4月，越航已擁有9架A320（全租自法國航空）、11架安-24、4架ATR 72、2架波音707-300、3架波音767、3架伊尔-18、9架圖-134和3架雅克-40，有14個國內和16個國際航點:80。1995年5月27日，越航與數間航空業務公司組成「越南航空公司」（Vietnam Airlines Corporation）。1995年中，越航斥資5,000萬美元購入兩架福克70用以取代服務國內線和VIP專機的圖-134。1995年12月，與通用電氣資本航空服務公司商討租借3架二手波音767-300ER。這批波音767來自美國大陸航空，將會取代租借到期的1架767-200ER和3架767-300ER。

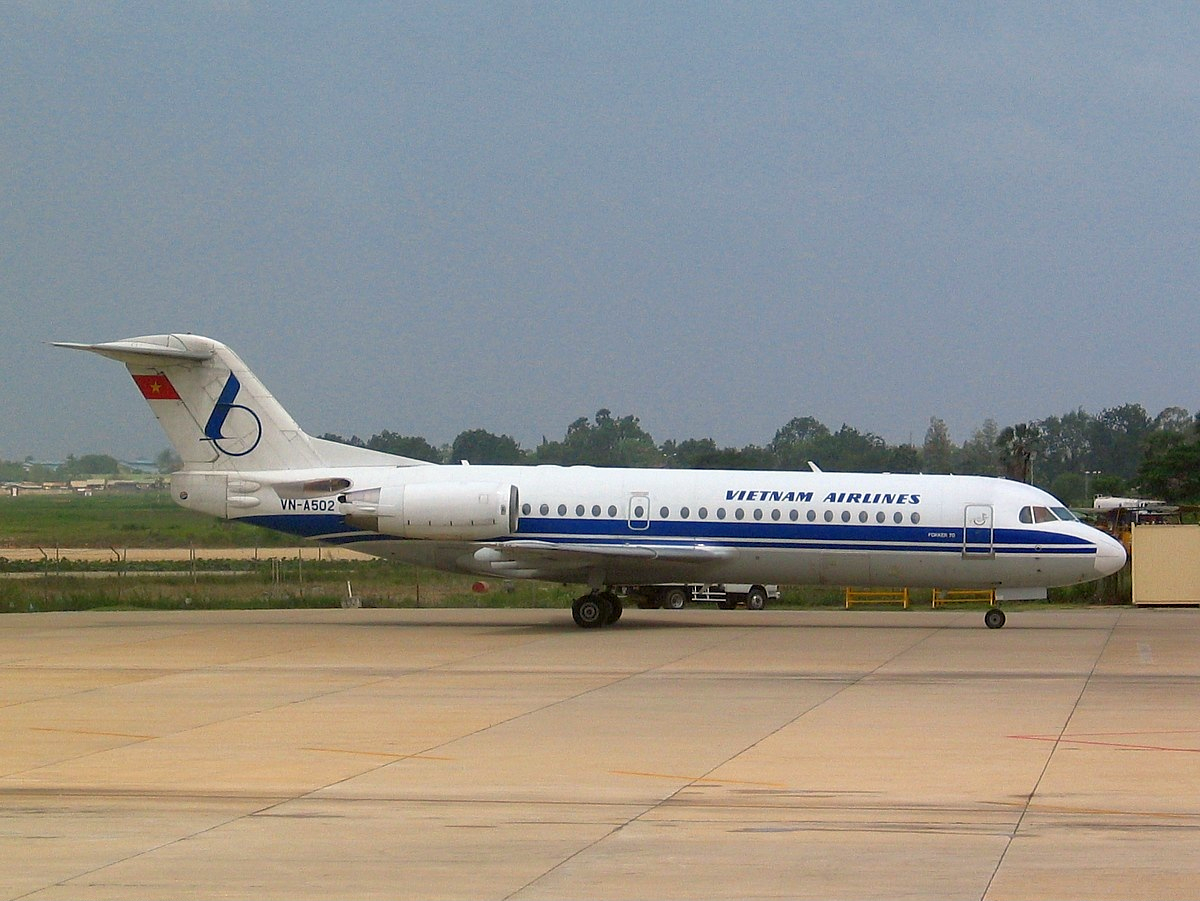
2004年越南航空的福克70在金邊國際機場

1996年9月，越南航空開始提供商務艙座位，1999年開始提供飛行常客計劃「金蓮花卡」。在1996年，越南在市場上尋找從法航租借的A320代替品，以便在租約完結時有飛機可用。除了尋找新的A320，越航亦考慮了波音737和MD-90。1996年2月，通用電氣資本航空服務公司交付首架767-300ER給越航，雙方簽約5年乾租期，同年10月起退回從AWAS租借的兩架767-300ER及汶萊皇家航空的767-200，但在1997年4月從AWAS租入另一架767-300ER。購機限制解除後，越南航空開始考慮購買長程飛機以提供更好的長途服務，空中巴士A340、波音747以及MD-11均列入考慮名單。1997年1月越航接收兩架福克F70以取代圖-134:31。9月3日，一架圖-134B在金邊國際機場進場時因惡劣天氣墜毀，導致超過60人死亡。

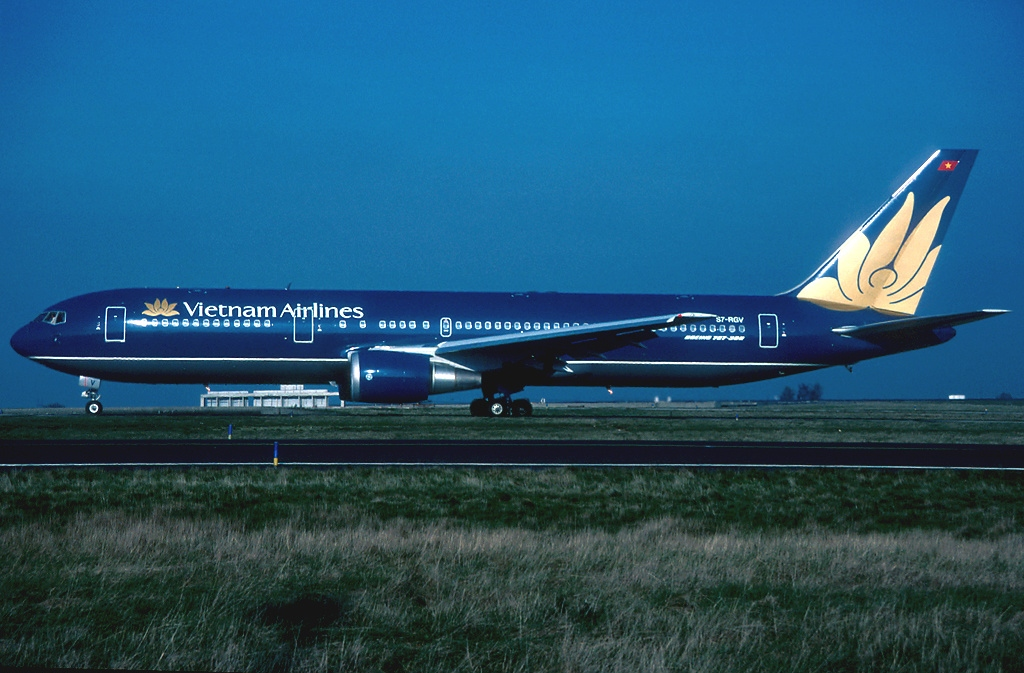
1998年越南航空波音767的试行版涂装

1998年越航引入新的飛機塗裝，首先在一架波音767上採用。2001年12月，越航歷史性地與波音公司簽訂購機協議，標誌著兩國雙邊貿易協定的開始，內容為購買四架波音777-200ER，價值6.8億美元，首架預訂2003年交付。這四架及另外六架從國際租賃財務公司租借的777客機是越航的旗艦飛機，主力服務中長程航線。同年航空公司的載客量達340萬人次，其中190萬為國內航班；此外恢復了北京航線並開拓了昆明航線。2002年，越航考慮空中巴士提供的A340-300租賃協議。2003年9月4日，越航舉行了一個紀念性慶祝活動，慶祝接收首架777-200ER。
2005年6月，越南航空訂購4架波音787-8，並在2007年末增購12架，當中部份飛機是由越航直接訂購，其餘的則是由子公司越南飛機租賃公司（Vietnam Aircraft Leasing Company，VALC）訂購。這些新飛機不但能拓展越航網絡，還能代替部份租賃機。越航行政總裁對波音787的多次延期表示不滿，在2009年9月表示「我們對多次延期感到不滿，影響我們的營商計劃。我們預計2009年收機，之後2010年，現在沒有人能告訴我確實時間。我可以耐心等待，但這帶給我們不少麻煩。」2010年越航把787-8的訂單改為787-9，稱因為-8型性能未能符合當初波音的承諾。
越航在取消柏林航線後，由於2004年兩國旅客量飄升70%，於是在2005年6月20日開辦了法蘭克福航線，中停莫斯科。翌年越航獲准加入IATA，此外亦通過了IOSA認證作為加入的條件。

### 大幅擴張：2007年－至今

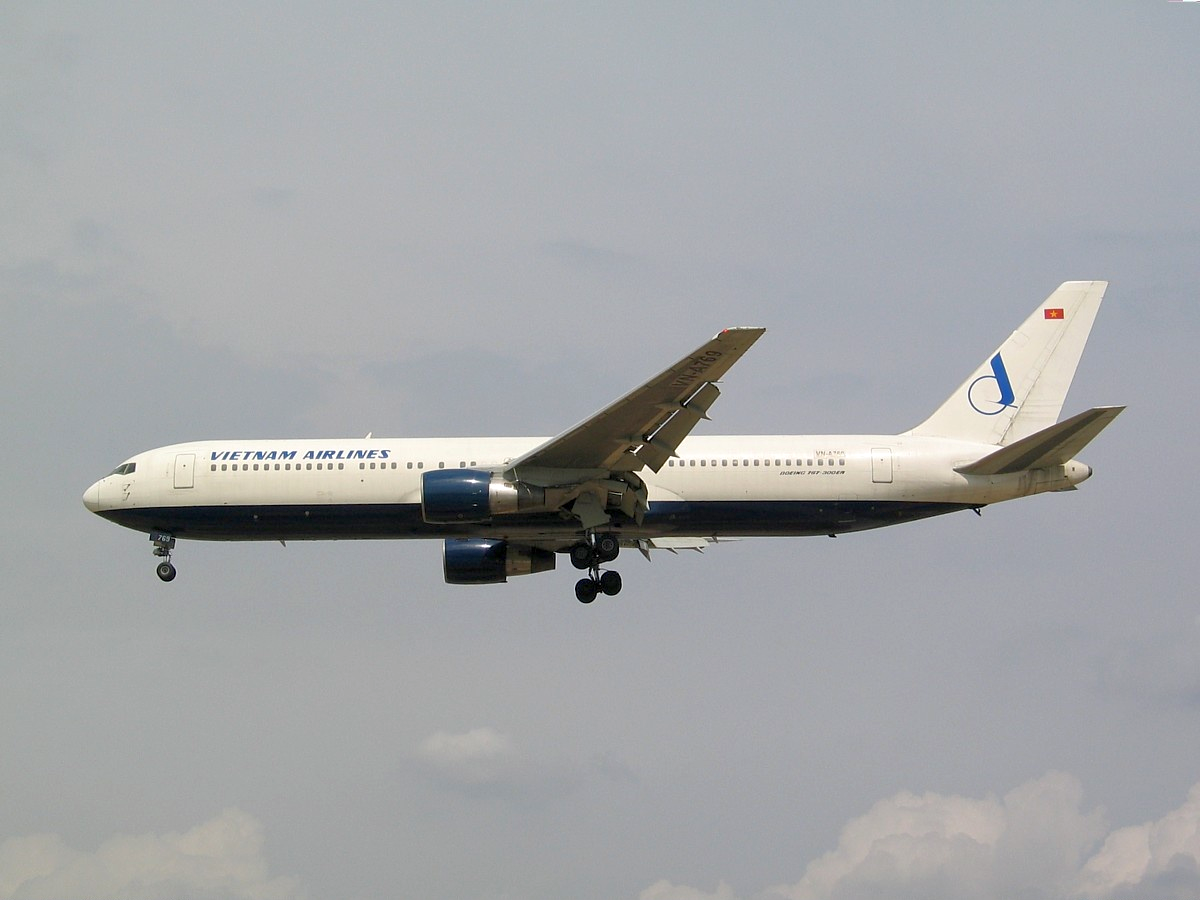
2003年越南航空的波音767-300ER在吉隆坡國際機場準備降落

2007年，據多間報紙報導，越南政府計劃把越南航空部份私有化，把20－30%股權出售，而政府持有餘下的股份。這是國有企業私有化計劃的一小部份，預計2010年完成。越南政府於2008年授權私有化，然後受到金融危機影響，越航私有化計劃並未在預定時間內完成。
2007年10月1日，VALC及越航與空中巴士簽定諒解備忘錄，訂購10架空中巴士A350XWB及20架A321。A350用來暫時代替延期交付的波音787。這單一訂購使越航成為亞洲最大的空中巴士營運商之一。此外，2007年12月公司亦訂購額外五架ATR 72-500。
2008年，越南被選為第60屆世界小姐競選舉辦國。作為國家航空公司，越南航空被選為是次選美活動的贊助商，其任務是在2010年9月和10月期間運載所有人員到越南。然而選美活動後來改為中國三亞舉行，有傳因為越南退出舉辦。2008年8月，越航繼福岡、大阪和東京後，開通第四個日本航點名古屋。
2009年，越航與柬埔寨政府成立合資企業柬埔寨吳哥航空，以提升柬國旅客量為目標，越航擁有49%股權，而柬埔寨政府擁有51%。柬埔寨吳哥航空在同年7月首飛，採用ATR-72飛機，9月A321亦加入其機隊。此外該年越航亦在巴黎航空展簽下訂單16架A321和2架A350的訂單。

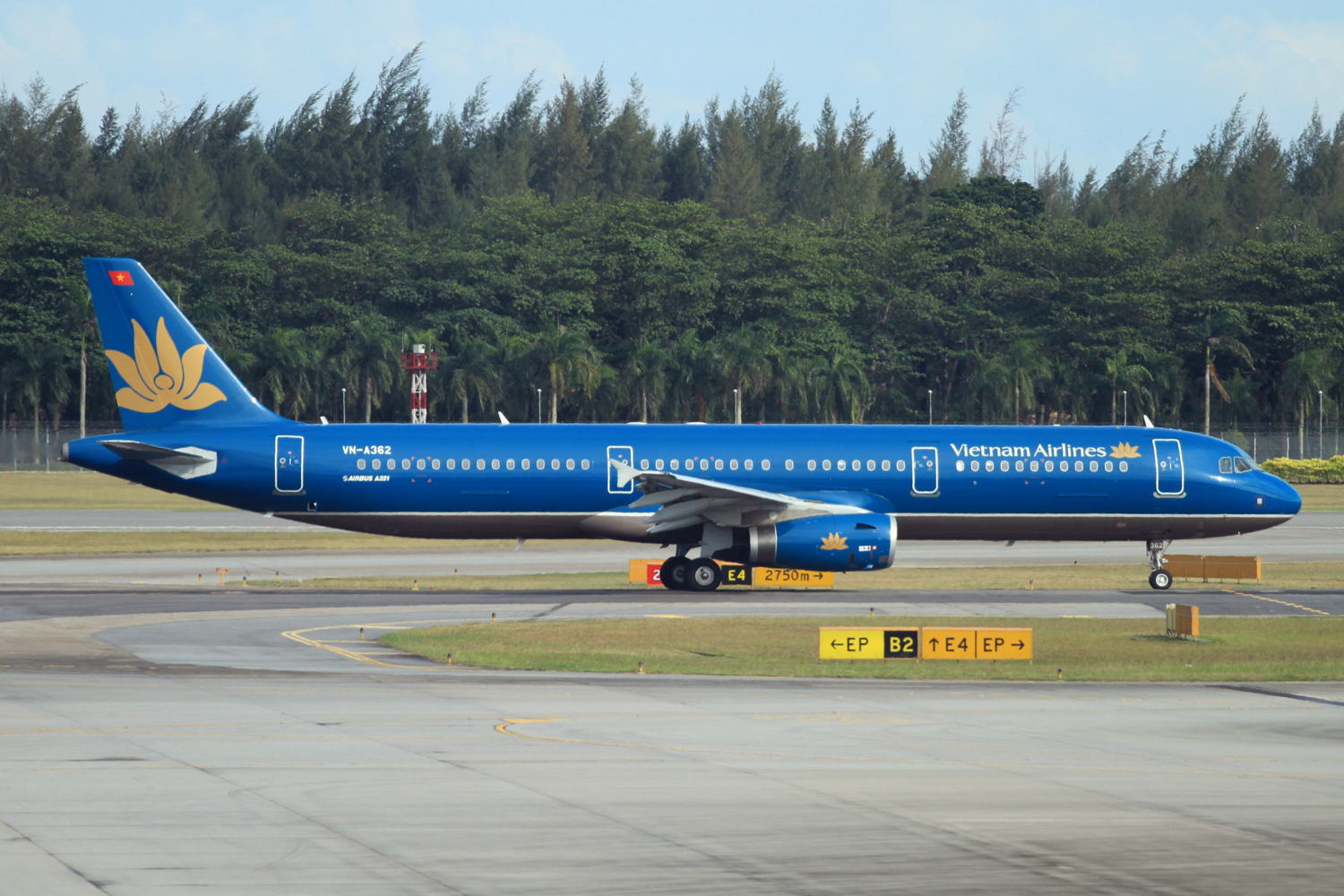
2010年越南航空的空中巴士A321-200在新加坡樟宜機場

2010年8月6日，越航與波音公司合作進行機艙現代化以提高乘客舒適度。為慶祝昇龍皇城1,000週年，越航在9月底至10月初期間推出90,000張1.5折機票優惠。同年11月與霍尼韋爾簽定價值1億美元美元的合同以更新A321的飛行系統，使每架飛機每年節省10,000美元。
2012年2月，越南航空增持捷星太平洋航空的股份至70%，而澳洲航空則持有餘下股份，這使越南航空成為越南國內第二大航空公司的最大股東，並與澳航按比例提供共2,500萬澳元資本訂購新飛機。2012年4月，空中租賃公司宣佈訂購8架787-9，用來借租給越南航空，預計2017年交付。同年5月底，越航與越南進出口銀行簽定價值1億美元的借貸協議，用來訂購4架A321；2013年4月再借1億美元以訂購8架波音787。2013年10月，越航與通用電氣簽下價值17億美元合同，訂購40台發動機給波音787使用。
2015年6月底，越航接收首架A350-900客機，繼卡達航空後成為第二間A350營運商。同年8月，公司接收首架波音787-9飛機。2018年11月，越南航空接收首架空中巴士A321neo。
2020年4月，越南航空结束了对柬埔寨吴哥航空的投资，所有股份被出售给了一位未公开的买家。同年，越南航空收购了捷星太平洋航空中澳洲航空的全部股份，并最终将该航空公司更名为太平洋航空。2021年11月，越南航空开通了其首条直飞美国的航线，从胡志明市飞往旧金山国际机场。

## 企業業務
越南航空公司是一間完全由越南政府擁有的有限責任公司，在2010年6月從越南航空總公司重組而成:5，其職能是提高國家經濟收益，除了提供定期客貨及貨運航班服務外，還包括「對勞工負責、增加國家收入和提供包機服務」。公司管理層由七人組成，全由越南總理任命。截至2014年3月，航空公司共僱用10,929名員工。越航總部搬到河內龍編郡前，總部設在嘉林縣嘉林機場。

### 訓練
2009年，越航與ESMA航空學院合作成立飛越飛行訓練公司（Bay Viet Flight Training Company），以便在越南本國訓練機師，目標為每年100名合資格畢業生。2010年10月，越航計劃在2011至2012年間訓練出60名國籍機師，把國籍機師率由2010年的60%提升至2015年的75%，意味著2010至2015年間每年要訓練出至少100名機師。此外越航亦與美國亞利桑那州的CAE航空學院簽定合同，把準機師送往當地培訓。

### 財政表現
至1997年前，越航載客量每年平均上升37%，亞洲金融危機爆發後，加上其它因素導致越航出現利潤損失，但越航在此期間仍能保持盈利。越航在1996年運載約250萬名旅客，比上一年增加了18%，到2002年旅客量增加至400萬，同樣比上一次增加18%，而貨運量則上升20%，使公司該年錄得3.577億美元利潤。
儘管SARS爆發，越航在2003年仍保持2.62億美元利潤。2006年，航空公司運載了680萬名旅客（370萬人在國際線），並在首11個月錄得近13.7億美元收入。2007年的表現更上一層樓，運量900萬人次旅客，其中400萬人次為國際航班，使公司錄得12.3億美元收入以及2,300萬美元毛利；此外貨運吞吐量亦達11.51萬噸。2009年，公司的收入為13億美元，比去年的15.6億美元略為下降，而旅客量為930萬人次。根據Anna.aero報告，越航在2010年旅客運載量比去年上升了30%，使越南機場的旅客量上升約20%。2012年越航總收入為24億美元，並獲得3,300萬美元利潤；2013年毛利額達到2,500萬美元。
2012年2月，越南航空在越南國際線佔了40%市場，以及77%國內線市場，另外14%國內線市場由捷星太平洋航空佔有，但到了12月越航的國內線市場下降至70%。

### 子公司及附屬公司

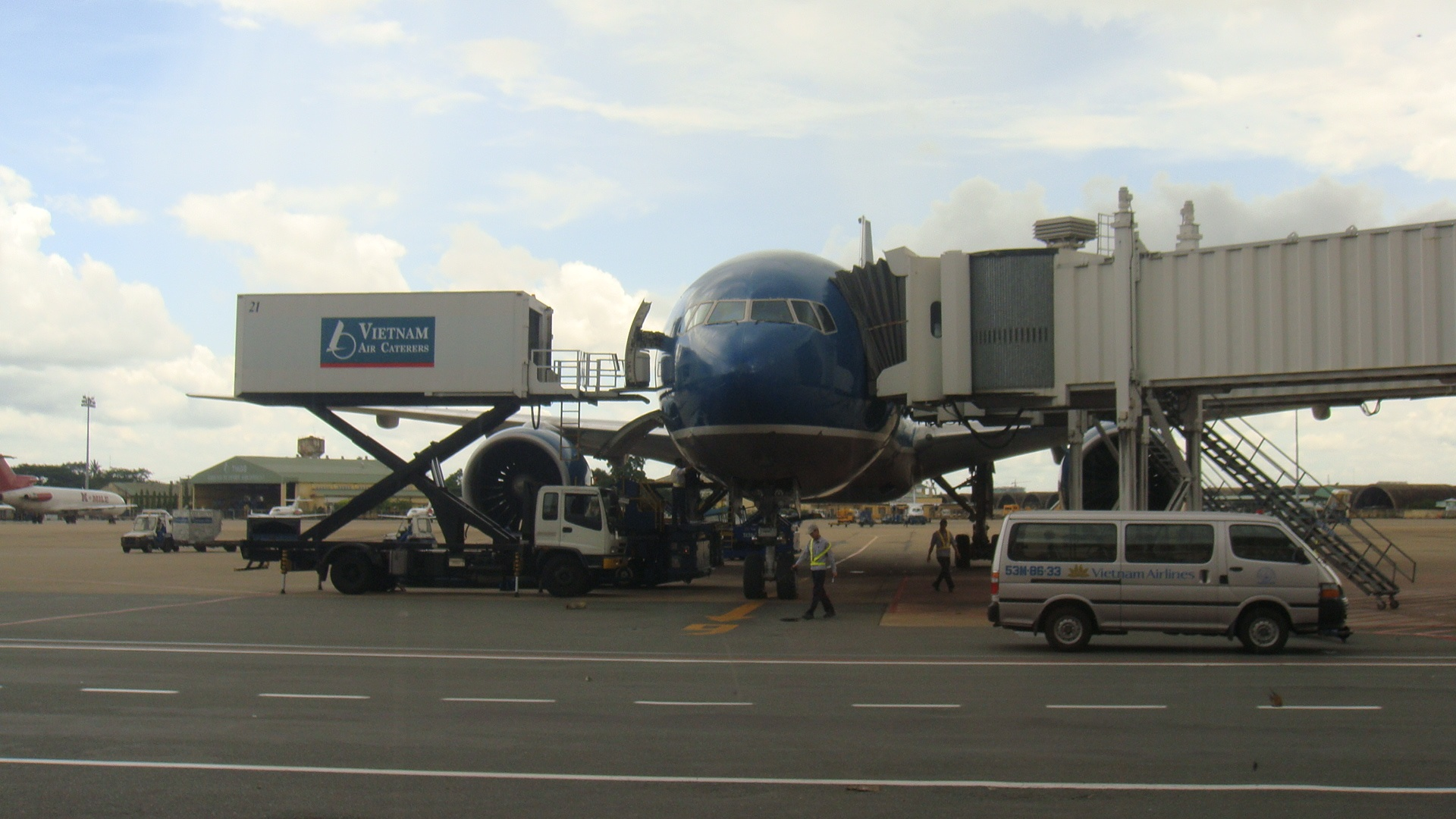
越南航空的波音777-200ER在新山一國際機場正在由越南航空膳食補充航膳

越南航空公司擁有至少20間子公司和附屬公司。該公司預計將在2015年完成重組工作，並在同時出售名下超過10間公司的股份。

### 飛機維修及零件生產
越南航空越來越積極投入飛機維修、檢維和生產業務。飛機維護工程於2009年1月1日起由越南航空工程技術公司負責（VAECO）。除了為越航提供維修服務外，亦有替其它航空公司進行維修工程。越航工程的成立開啟了越航飛機維修業務的新時代。至2013年，越航工程提供C級檢修服務的機型包括波音777、空中巴士A320、空中巴士A321和空中巴士A330；而D級檢修有ATR 72和福克F70。此外越航工程亦有與其它航空公司和維修公司簽定維修合約:93。
越南並沒有飛機和零件生產設施，但是波音獲得35%越南分銷市場，而通用電氣航空提供波音飛機的噴射引擎。越南航空在未來計劃與勞斯萊斯等公司合作興建一座維修工廠。此外亦與歐洲航空防務與航天公司簽定諒解備忘錄，允許公司將來在越南生產及組裝飛機和配件。

## 航點及代碼共享
越南航空目的地覆蓋東亞、東南亞、歐洲和大洋洲，每天提供超過300班航班，包括21條國內線及28條國際線。此外亦與其他航空公司實行代碼共享，使其網絡拓展至北美洲。

### 新年航班
在繁忙的越南新年期間，越航習慣上增加國內航班班次。越南新年在每年西曆1月至2月中出現，是越南最重要的節日，旅客乘搭數以百計國內線加班機以回鄉與家人團聚。2010年，國內線座位量從以往額外的45%增加到120%，到2011年在10條國內線上額外提供100,000個座位，其中63,000個座位是來往河內和胡志明市，此航線座位量比平日增加了41%。2013年新年期間，越航額外提供174,000個國內線座位，其中河內－胡志明市有82,000個。

### 航空聯盟

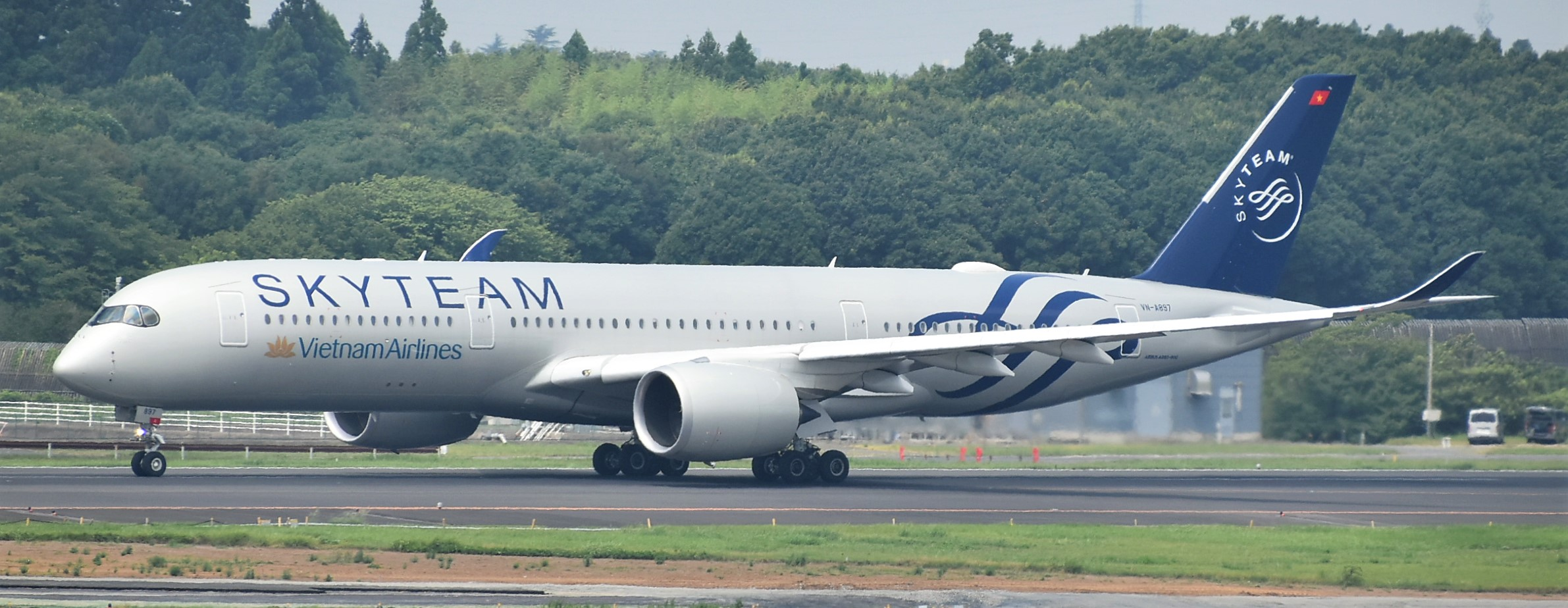
天合聯盟塗裝的越南航空空中巴士A350-900

2010年6月10日，越南航空正式成為天合聯盟一員。

### 代碼共享
越南航空與以下航空公司及鐵路系統實行代碼共享：
天合聯盟成員
- 俄羅斯航空
- 歐羅巴航空
- 法國航空
- 意大利航空
- 中華航空
- 中國東方航空
- 捷克航空
- 達美航空
- 嘉魯達印尼航空
- 肯亞航空[128][129]
- 荷蘭皇家航空
- 大韓航空
- 中東航空
- 沙特阿拉伯航空
- 羅馬尼亞航空
- 廈門航空

其他航空公司
- 全日空（星空聯盟）
- 曼谷航空
- 柬埔寨吳哥航空
- 國泰航空（寰宇一家）
- 中國南方航空
- 以色列航空
- 阿提哈德航空[130]
- 芬蘭航空（寰宇一家）
- 捷星太平洋航空[131][132]
- 老撾航空
- 菲律賓航空
- 澳洲航空（寰宇一家）
- 越南服務航空

鐵路
- 法國國鐵

## 機隊

### 現役機隊
截至2024年9月，越南航空機隊的平均機齡為9.3年，並擁有以下飛機：

### 已退役機型

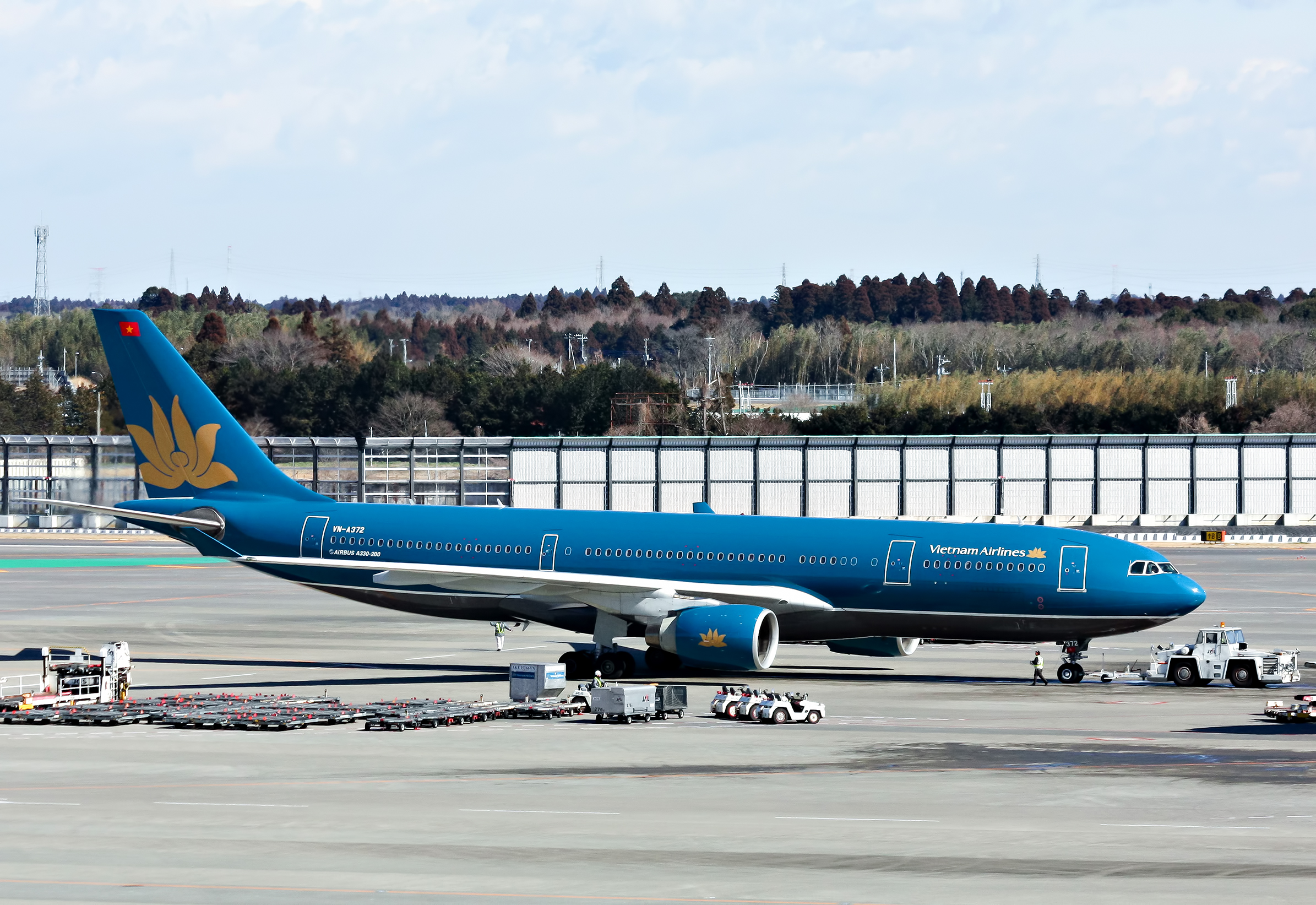
已退役的空中巴士A330-200

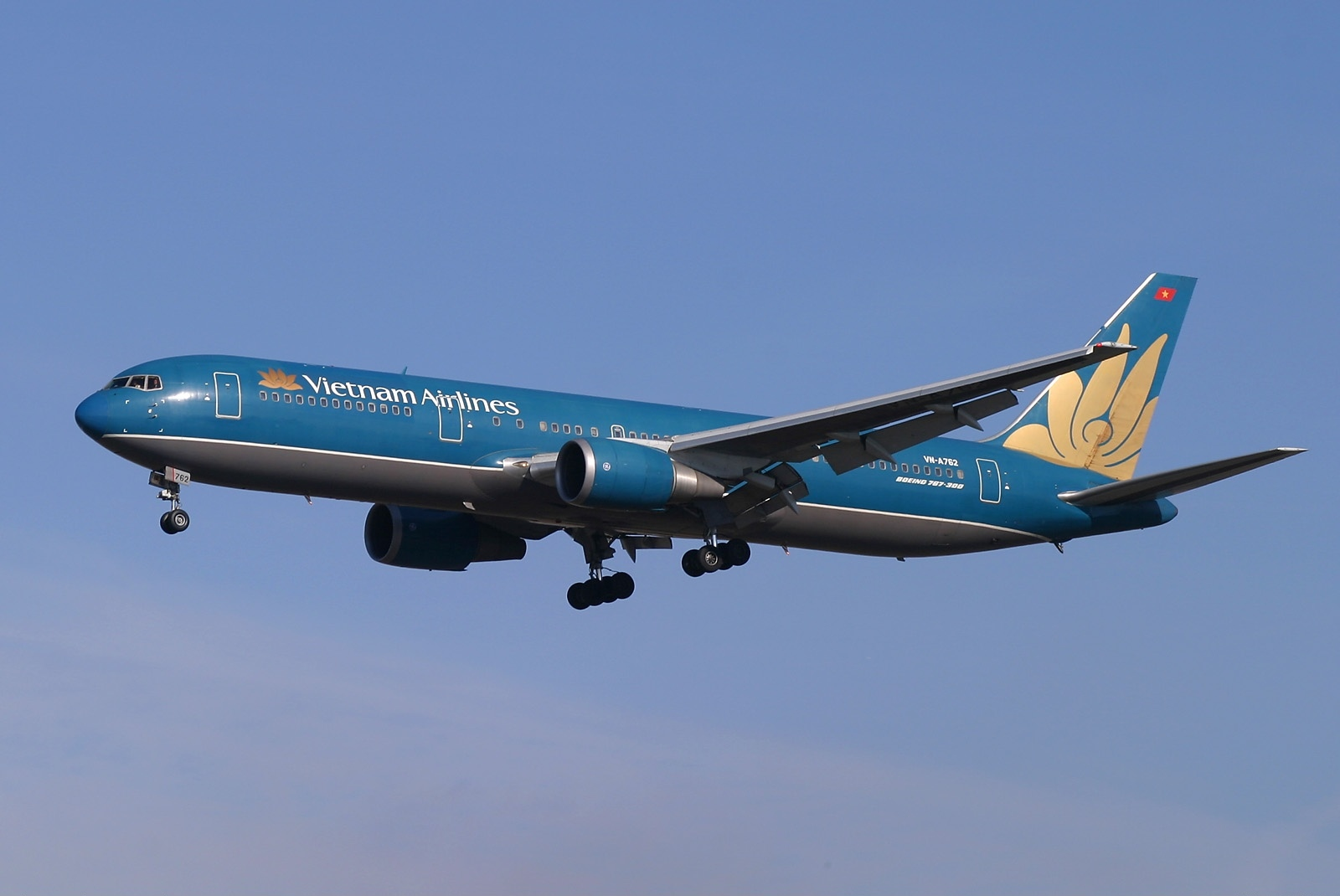
已退役的波音767-300ER

自1956年起，越南航空使用多款客機型號，有美製、蘇製和歐製飛機。把蘇製飛機退役後，越航目前有波音、空中巴士和ATR三間公司的飛機。
越航曾經用於營運的機型如下：
- Ae-45
- 空中巴士A300-600
- 空中巴士A300B4
- 空中巴士A310-200
- 空中巴士A310-300
- 空中巴士A320-200
- 空中巴士A321-100
- 空中巴士A330-200
- 空中巴士A330-300
- 安托諾夫An-2
- 安托諾夫An-24
- ATR 72-200[134]
- 波音707-320
- 波音707-320B
- 波音707-320C
- 波音727-200
- 波音737-300
- 波音767-200ER
- 波音767-300ER
- 波音777-200ER
- 道格拉斯DC-3
- 福克F70[135]
- 伊尔-14G
- 伊尔-18D
- 里-2
- 圖波列夫-圖134A
- 圖波列夫-圖Tu-134B
- 雅克-40[136]

## 服務

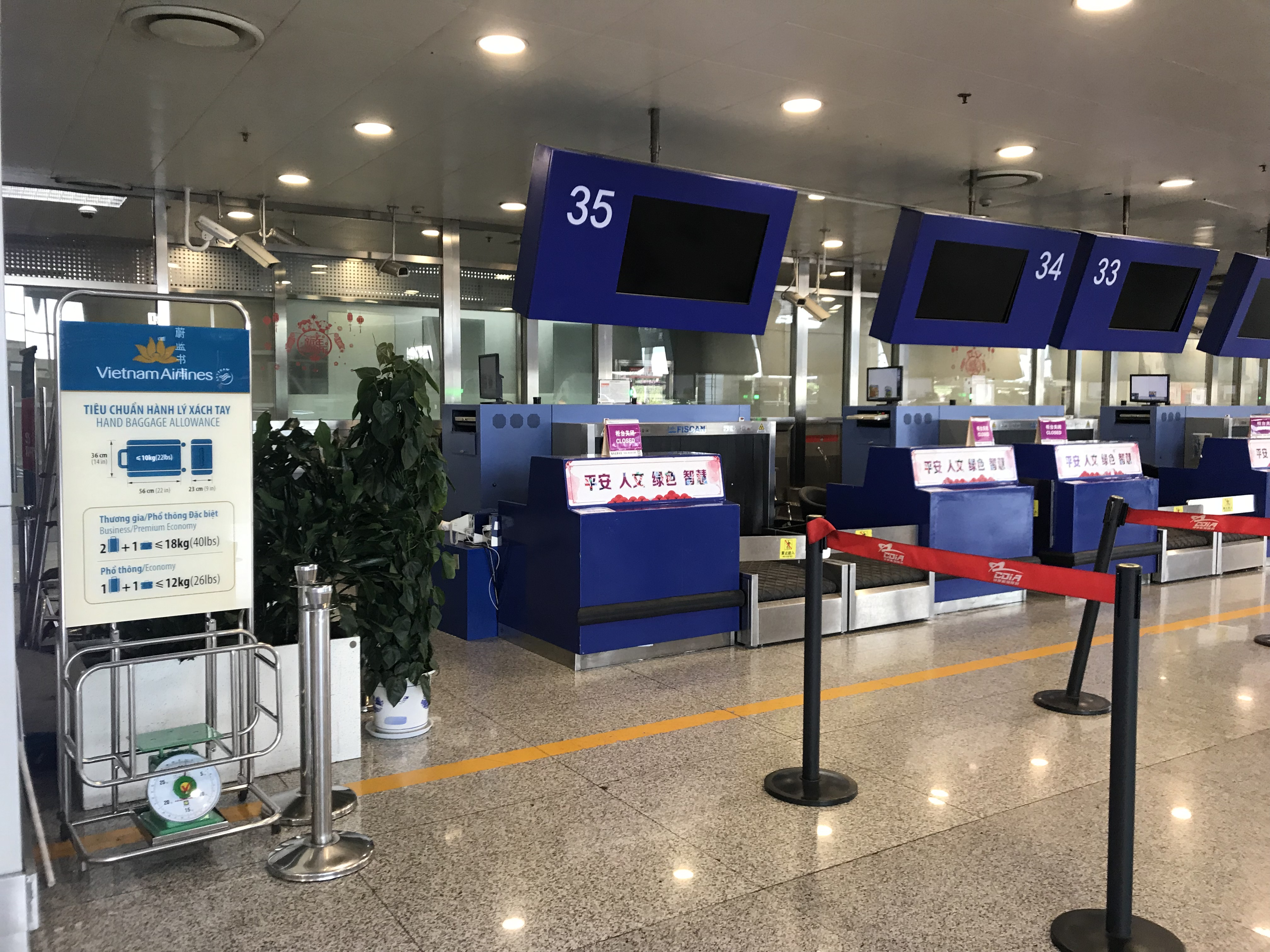
2019年8月成都双流国际机场T1航站楼越南航空公司值机区

### 機上娛樂
越南航空有部分航班透過機上個人電視提供隨選視訊（AVOD）服務。機上娛樂包括電影、遊戲、電視節目和音樂。越南航空亦提供兩個機上刊物——《Heritage》和《Heritage Fashion》，此外還有其它讀物。

### 客艙
商務艙
商務艙是越南航空三級座艙中最高級者。與其它航空公司的商務艙一樣，越航商務艙所提供的設施和服務均與經濟艙有所不同且更多。波音777的商務艙採用2-3-2排列方式，座距達62英寸，可向後傾157°，每個座位均設有10.4英寸可觸控個人電視，設有隨選視訊，在超過兩小時航班上提供免費熱食。
豪華經濟艙
豪華經濟艙，即相當於優質經濟艙。豪華經濟艙的座距比經濟艙多，達36-38英寸，座位可向後傾7英寸，排列方式為3-3-3。豪華經濟艙只有部份波音777客機上設有。在超過90分鐘的航班均提供免費機上小食，在超過兩小時航班上則提供熱食。
經濟艙
所有型號客機均設有經濟艙，座位寬到由20英寸（A330）到20.9英寸（B777），座距為31-32英寸，可向後傾6至13°（5-6英寸。跟豪華經濟艙一樣，超過90分鐘的航班均提供免費機上小食，在超過兩小時航班上則提供熱食。

## 意外及事故
根據航空安全網資料，越南航空自1951年發生六宗事故，其中兩宗事故有人命傷亡。兩宗致命意外均在五邊進場時發生，涉事飛機都是蘇製客機。最嚴重的意外是1997年9月3日一架圖-134B-3客機在金邊國際機場進場時撞樹墜毀，造成65人罹難。另外一宗事故發生在1992年11月14日，一架雅克-40在芽莊機場進場時墜毀，機上31人只有1人生還。此外1992年越航亦被劫機，但沒有造成人命損失。2023年12月26日，一架越南航空波音787客机在逾万米高空巡航时驾驶舱挡风玻璃龟裂。

## 外部連結
- 越南航空網站（页面存档备份，存于）
- 越南航空的Facebook專頁
- 越南航空貨運服務（页面存档备份，存于）
- . Centre for Aviation. 2014-04-01  [2015-07-10]. （原始内容存档于2014-04-01）.